# Rie Katayama
Rie Katayama (片山梨絵, Katayama Rie, Suita, 13 de setembro de 1979) é uma ciclista olímpica japonesa. Katayama representou seu país nos Jogos Olímpicos de Verão de 2008, onde terminou em 20º lugar e na edição de 2012, terminando também em 20º lugar.